# Lista de igrejas em Mogi Mirim

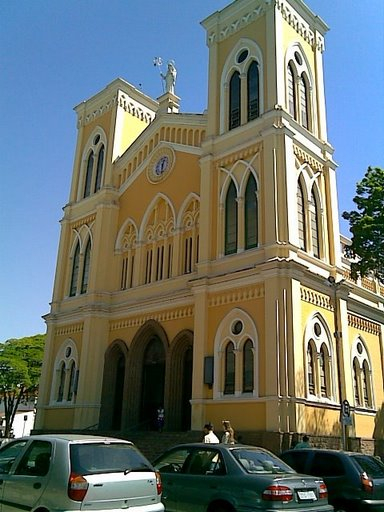
É marcante a presença majoritária cristã em Mogi Mirim, tal como em todo o Brasil, refletindo-se na cultura popular.

Mogi Mirim é uma cidade brasileira do estado de São Paulo, e conta com templos religiosos de diversas denominações.

## Perfil religioso
Religião em Mogi Mirim (2010)
Tal como na maioria das cidades brasileiras, Mogi Mirim é um município em que a maioria da população se declara católica, o que se reflete na maior parte dos costumes da população, e se mostra muito influente na sociedade em geral, ainda que nas últimas décadas houve grande crescimento das igrejas protestantes, espíritas e pessoas sem religião. O Censo 2010 contabilizou 86.505 habitantes na cidade, sendo que 57.203 declararam-se católicos, 18.464 protestantes e 2.086 espíritas. O restante da população pertence a outros credos religiosos, ou não tem nenhuma filiação.

## Igreja Católica
O município pertence à Diocese de Amparo, sendo que a igreja principal é a Matriz de São José. O município possui atualmente 7 paróquias. A lista dessas igrejas encontra-se abaixo.
O padroeiro de Mogi Mirim é São José, cuja comemoração, no dia 19 de março, é feriado municipal.
| - Santa Cruz (matriz) - Nossa Senhora Aparecida - Nossa Senhora de Fátima - Nossa Senhora das Graças - Nossa Senhora de Monte Serrat - Nossa Senhora do Rosário (Casa de Pedra) - Nossa Senhora do Rosário (Vatinga) | - Nossa Senhora da Saúde - Sagrada Família - Sagrado Coração de Jesus - Santa Cruz (Boa Vista) - Santa Cruz (Capão da Tenda) - Santo Antônio (Bocaina de Baixo) - Santo Antônio (Francos) - Santo Antônio (Piteiras) - Santo Antônio (Ponte Alta) | - Santo Antônio (Tanquinho) - Santo Antônio e Santa Cruz (Borges) - Santo Antônio de Santana Galvão - São Benedito - São João Batista - São Judas Tadeu - São Pedro - São Sebastião - Senhor Bom Jesus |

| - São Benedito - Nossa Senhora Aparecida - Nossa Senhora de Monte Serrat - Nossa Senhora das Dores | - Santa Rita - Santa Isabel da Hungria - Sagrado Coração de Jesus |

| - Senhor Bom Jesus do Mirante - Sagrado Coração de Jesus - Santo Antônio |

| - São Joaquim e Santana - São Francisco de Assis - Santa Luzia - São Judas Tadeu - Santa Clara | - Providência de Maria - São Marcelo - Nossa Senhora das Graças - São Miguel Arcanjo |

| - São Pedro Apóstolo - Menino Jesus de Praga - Nossa Senhora Aparecida e Santa Cruz | - São João Batista - Santa Filomena - Nossa Senhora Aparecida |

| - Imaculada Conceição Aparecida - Divino Espírito Santo - Santo Expedito - São Pedro |

## Igrejas protestantes
- Igreja de Cristo Pentecostal no Brasil
- Assembleia de Deus
- Igreja do Evangelho Quadrangular
- Igreja Batista
- Igreja Presbiteriana do Brasil
- Igreja Pentecostal Deus é Amor
- Igreja Renascer em Cristo
- Igreja Mundial do Poder de Deus
- Igreja Internacional da Graça de Deus
- Igreja Deus é Fiel
- Igreja Universal do Reino de Deus
- Congregação Cristã no Brasil
- inúmeras outras igrejas protestantes

## Outras denominações cristãs
- Igreja Adventista do Sétimo Dia
- Salão do Reino das Testemunhas de Jeová
- Uma igreja de A Igreja de Jesus Cristo dos Santos dos Últimos Dias